# Poltura

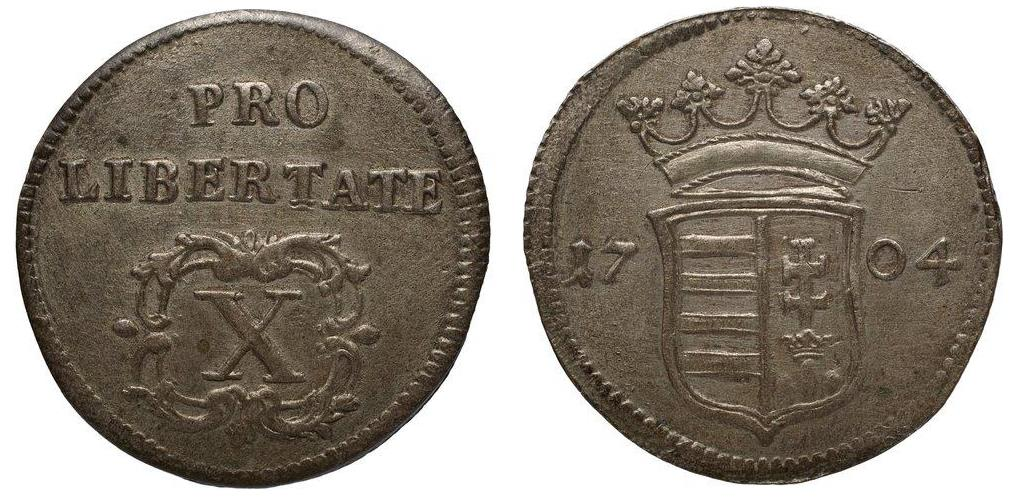
10 rézpoltura a Rákóczi-szabadságharc idejéből. (1704)

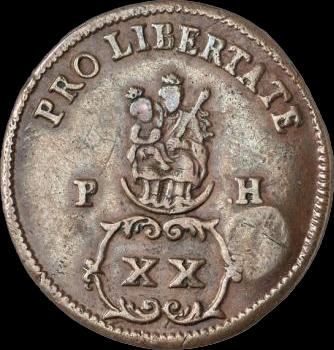
20 rézpoltura a Rákóczi-szabadságharc idejéből. (1705), Madonna a gyermek Jézussal, felirata PRO LIBERTATE

A poltura egy történelmi magyar pénzegység, melyet I. Lipót, I. József, II. Rákóczi Ferenc, III. Károly és Mária Terézia alatt vertek. Előképe a lengyel poltorak („másfeles”, azaz másfél grosz értékű pénz; półtora lengyelül másfelet jelent).
Az 1526 után átszerveződő magyar gazdaságban és külkereskedelemben megnőtt Lengyelország szerepe, így mind nagyobb mennyiségben kerültek lengyel aprópénzek az országba. A királyi Magyarországon I. Lipót kezdett el ezüst polturát veretni az országba áramló lengyel poltorákok hatására, melynek értéke ½ garas azaz 1½ krajcár volt. Bár már III. Károly király is tett kísérletet a polturások rézből való veretésére (erről próbaveretek tanúskodnak), végül Mária Terézia rendelte el az 1761. március 27-ei pátenssel a rézpolturások verését. Utóda, II. József már nem veretett polturát.
Rákóczi idején kezdetben ezüst polturásokat vertek, de a fegyvervásárlások miatt mind nagyobb szükség volt a nemesfémkészletre, ezért a hazai forgalom céljára rézből vertek 1704–1707 között 1, 4, 10 és 20 polturásokat, ezek tehát szükségpénznek tekintendők. Előoldalukon többnyire a koronás kiscímer, hátoldalukon Madonna a gyermek Jézussal szerepel. Az érméken általában volt évszám, értékjelzés és verdejegy. A leggyakoribb címlet a tízpolturás volt, melyet a rajta szereplő PRO LIBERTATE (latin „a szabadságért”) felirat miatt a népnyelv libertásnak nevezett.